# París-Roubaix 1901
La París-Roubaix 1901 fou la 6a edició de la París-Roubaix. La cursa es disputà el 7 d'abril de 1901 i fou guanyada pel francès Lucien Lesna, que s'imposà que s'imposà en solitari a la meta de Roubaix.

## Classificació final
|    | Ciclista           | Equip | Temps     |
| -- | ------------------ | ----- | --------- |
| 1  | Lucien Lesna       | -     | ??        |
| 2  | Ambroise Garin     | -     | + 26' 00" |
| 3  | Lucien Itsweire    | -     |           |
| 4  | Alphonse Seys      | -     |           |
| 5  | Louis Schiller     | -     |           |
| 6  | Alexandre Foureaux | -     |           |
| 7  | Jean Fischer       | -     |           |
| 8  | Edouard Wattelier  | -     |           |
| 9  | Pierre Chevalier   | -     |           |
| 10 | Georges Pasquier   | -     |           |